# باوتسی (استان گابرووو)
باوتسی (به بلغاری: Baevtsi) یک منطقهٔ مسکونی در بلغارستان است که در شهرستان گابروو واقع شده‌است.